# Польский джаз
Польский джаз имеет богатую историю, широко признан в мире, польские джазовые музыканты оказывают заметное влияние на джазовую сцену.

## Довоенный джаз
Корни польского джаза затеряны во времени, однако уже в начале 30-х годов в клубах Варшавы, Кракова, Жешува, Познани и других городов уже звучал джаз. Первой заметной фигурой польского джаза того периода следует считать Эдди Рознера.

## Ранняя ПНР
В 1945-58 годах в ПНР джаз не приветствовался, предпочтение отдавалось народной музыке. Однако джазовые группы продолжали существовать, такие, как, например Melomani.

## Возрождение
После смерти Сталина, а также визита Дейва Брубека в ПНР, джаз стал доминирующим стилем в польской музыке, который ассоциировался с эпохой оттепели. Ряд польских музыкантов вышел на международную сцену, в частности Кшиштоф Комеда, сотрудничавший с Полански, вокалистка Урсула Дудзяк, а также другие музыканты.

## Современное состояние
В Польше проводится ряд джазовых фестивалей: «Джаз на Старувце» и «Jazz Jamboree» в Варшаве, «Джаз над Одером» во Вроцлаве, «Hot Jazz Spring» в Ченстохове, «Komeda Jazz Festival» в Слупске, «Злота тарка» в Илаве и ряд других.

## Фильмы о польском джазе
- «Джазмен из Гулага» — документальный
- «Холодная война»